# Ribes van-fleetianum
Ribes van-fleetianum là một loài thực vật có hoa trong họ Grossulariaceae. Loài này được (A. Berger) Standl. miêu tả khoa học đầu tiên.